# Klapa Samoana
Klapa Samoana, klapa je Samoanaca s Novoga Zelanda.

## Povijest
Osnovana je u Aucklandu u rujnu 2011. godine. Iste godine imali su i prvi nastup na Božićnom koncertu Hrvatskoga društva u Aucklandu. Nastupali su na raznim događanjima u hrvatskim i pacifičkim krugovima. Njeguju samoanski a capella zvuk.
U srpnju 2013. godine nastupali su u sklopu Tarara Croatian Tour, zajedno s hrvatsko-novozelandskim Folklornim ansamblom Kralj Tomislav i maorskom folklornom skupinom Te Ihi Connections. Nastupili su na Festivalu dalmatinskih klapa u Omišu 2013. godine kao gosti Festivala. Tada su pjevali pjesme „Vilo moja”, „Projden kroz pasike”, „Ju te san se zajubia” i obradu jedne tradicijske samoanske pjesme.
Godine 2015. u sklopu 15. međunarodnoga festivala folklora u Velikoj Gorici nastupili su u Velikoj Gorici i u Zagrebu na Trgu bana Josipa Jelačića. Nagrađeni su za najbolju vokalnu izvedbu, a nagradu su podijelili s KUD-om „Gradina” iz Polače. U srpnju 2015. godine, zajedno s hrvatsko-novozelandskim Folklornim ansamblom Kralj Tomislav i maorskom skupinom Kapa hake Te Roopu Tarara o Aotearoa, imali su turneju po Hrvatskoj Ujedinjeni u hrvatskoj pjesmi, a nastupili su i u Međugorju na Hercegovačkome kulturnomu ljetu.
U Zagvozdu je 2015. godine jedan trg imenovan po njima.

## Članovi
- Christian Malietoa-Brown
- Freddy Lewis
- Easton Malietoa-Brown
- Geoff Ioane
- Kulu Liava’a
- Austin Malietoa-Brown
- Taka Vuni
- Tui Kennar

## Vanjske poveznice
- Službene stranice Klape Samoane Arhivirana inačica izvorne stranice od 24. travnja 2019. (Wayback Machine) (engl.)